# B.A. Records
B.A. Records war ein deutsches Independent-Label aus Hamburg und Vorläufer des Labels Grand Hotel van Cleef.

## Geschichte
Es wurde 1996 von Marcus Wiebusch gegründet. Das Label beheimatete die Bands Rantanplan und …But Alive, in denen Wiebusch spielte. Später nahm Wiebusch auch Thees Uhlmanns Band Tomte unter Vertrag und veröffentlichte 1998 deren erstes Album Du weißt, was ich meine. Außerdem vertrieb B.A. Records in Deutschland (nicht auf dem eigenen Label veröffentlichte) Tonträger der kanadischen Punkband Propagandhi und deren Ableger The Weakerthans sowie der kanadischen Hardcoreband I Spy.
2002 legte Wiebusch B.A. Records mit dem Label Hotel van Cleef zusammen, das Uhlmann für 2000 das zweite Tomte-Album Eine sonnige Nacht gegründet hatte, da es wegen Wiebuschs Zeitmangel nicht auf B.A. Records erscheinen konnte. So entstand das Label Grand Hotel van Cleef, auf dem seither unter anderem die Alben des …But Alive- und Rantanplan-Nachfolgeprojekts Kettcar und Tomtes erschienen.

## Künstler
- ...But Alive
- I Spy
- Propagandhi
- Rantanplan
- Tomte
- The Weakerthans